# Yohn Mosquera
Yohn Géiller Mosquera Martínez (ur. 15 kwietnia 1989 w Turbo) – kolumbijski piłkarz występujący na pozycji defensywnego pomocnika.

## Sukcesy

### Klubowe
Independiente Medellín
- Mistrz Kolumbii: 2009 Clausura

Real Estelí
- Mistrz Nikaragui: 2019/2020 Clausura, 2020/2021 Apertura

Diriangén FC
- Mistrz Nikaragui: 2020/2021 Clausura